# Conferencia episcopal ortodoxa de Francia
La Asamblea de obispos ortodoxos canónicos de Francia (francés: Assemblée des évêques orthodoxes de France) está formada por todos los obispos ortodoxos que sirven en Francia y Mónaco, representando múltiples jurisdicciones. No es, propiamente hablando, un sínodo. Es una de varias asambleas de este tipo en todo el mundo que operan en la llamada «diáspora».

## Descripción general
La asamblea se organizó cuando los delegados de las 14 Iglesias ortodoxas autocéfalas se reunieron en Chambésy, Suiza, del 6 al 12 de junio de 2009. En aquel momento, la conferencia aprobó la creación de asambleas episcopales en 12 regiones de la llamada diáspora ortodoxa que se encuentran más allá de las fronteras de las iglesias autocéfalas. Dichas asambleas tendrían la autoridad de proponer futuras estructuras administrativas para la Iglesia en sus respectivas regiones.

## Jurisdicciones
Las jurisdicciones actuales presentes en este territorio incluyen las siguientes, ordenadas según díptico:
- Patriarcado ecuménico de Constantinopla
  - Metrópolis ortodoxa griega de Francia
  - Iglesia ortodoxa ucraniana - Diócesis de Gran Bretaña y Europa occidental
- Patriarcado de Antioquía - Arquidiócesis de Francia, Europa occidental y meridional
- Patriarcado de Moscú
  - Diócesis ortodoxa rusa de Quersoneso
  - Arquidiócesis de las Iglesias ortodoxas rusas en Europa occidental
  - Diócesis ortodoxa rusa de Gran Bretaña y Europa occidental (ROCOR)
- Patriarcado de Serbia - Eparquía de Europa occidental
- Patriarcado de Bulgaria - Eparquía de Europa central y occidental
- Patriarcado de Rumanía - Metrópolis de Europa occidental y meridional
- Patriarcado de Georgia - Eparquía de Europa occidental
- Iglesia ortodoxa macedonia - Diócesis de Europa